# 서울종로소방서
서울종로소방서(서울鐘路消防署, Seoul Jongno Fire Station)는 서울특별시 종로구를 관할하는 서울특별시 소방재난본부 산하의 소방서이다.
소방서장은 소방정으로 보한다.

## 연혁
- 1925년: 경성소방서 개서
- 1937년: 태평로에 소방서 청사 완공
- 1945년 광복 직후: 서울소방서로 변경
- 1948년 정부 수립 직후: 서울중부소방서로 변경
- 1976년 4월: 청사 망루 철거
- 1978년 3월 29일: 종로구청 종합청사 부지 내 현 위치로 이전, 태평로 구 청사는 도로 확장으로 철거
- 1983년: 서울종로소방서로 변경
- 1984년: 서울중부소방서 명칭 부활(분리 개청)
- 2021년 9월 27일: 안국역 앞 임시청사 완공, 이전

## 조직
| - 소방행정과 - 소방행정팀 - 장비회계팀 - 홍보교육팀 | - 재난관리과 - 대응총괄팀 - 구조팀 - 구급팀 | - 예방과 - 예방팀 - 검사지도팀 - 위험물안전팀 | - 현장대응단 - 지휘팀 - 진압대 - 구조대 |

## 관할센터 및 관할구역
서울종로소방서는 6개의 119안전센터와 1개의 구조대를 산하에 두고 있다.
| 명칭                     | 사진 | 주소                 | 관할구역                                                                     | 지역대 |
| ------------------------ | ---- | -------------------- | ---------------------------------------------------------------------------- | ------ |
| 세종로119안전센터        |      | 종로1길 28 (수송동)  | 종로1·2·3·4가동 일부, 사직동 일부, 교남동 일부, 청운효자동 일부, 삼청동 일부 |        |
| 신교119안전센터          |      | 자하문로 93 (신교동) | 무악동, 청운효자동 일부, 교남동 일부, 사직동 일부                            |        |
| 종로119안전센터          |      | 돈화문로 30 (묘동)   | 가회동, 종로1·2·3·4가동 일부, 삼청동 일부                                    |        |
| 연건119안전센터          |      | 대학로 91 (연건동)   | 혜화동, 이화동, 종로1·2·3·4가동 일부, 종로5·6가동 일부                       |        |
| 신영119안전센터          |      | 진흥로 477 (신영동)  | 평창동, 부암동                                                               |        |
| 숭인119안전센터          |      | 숭인동길 63 (숭인동) | 창신1·2·3동, 숭인1·2동, 종로5·6가동 일부                                     |        |
| 서울종로소방서 119구조대 |      | 종로1길 28 (수송동)  | 종로구 일원                                                                  |        |

## 같이 보기
- 대한민국 소방청
- 대한민국의 소방
- 소방관 계급